# Реактивная турбина

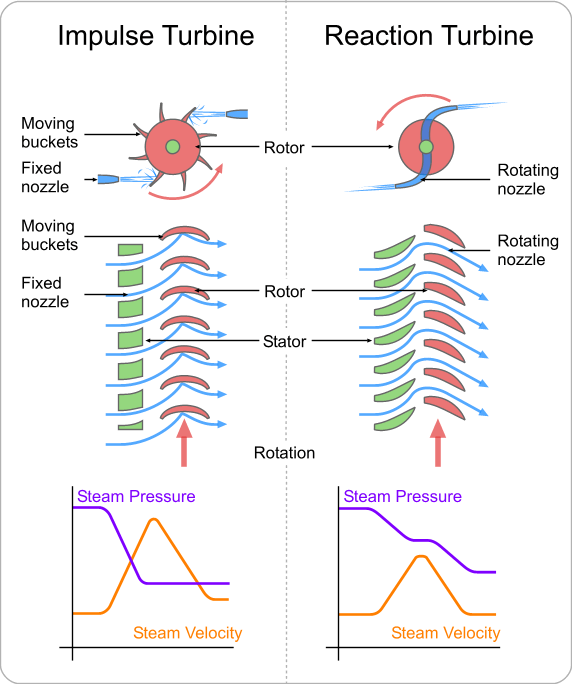
Схема активной(слева) и реактивной(справа) турбин, где ротор — вращающаяся часть, а статор — неподвижная. В активной (импульсной) турбине расширение рабочего тела(пара) происходит в соплах, а в реактивной в каналах, образованных лопатками турбины.

Реактивная турбина — турбина, ротор которой использует силу реакции потока, возникающую при расширении рабочего тела (напор жидкости, теплоперепад газа или пара) в каналах, образованных лопатками ротора и в которой большая часть потенциальной энергии рабочего тела преобразуется в механическую работу в лопаточных каналах рабочего колеса, как правило, имеющих конфигурацию реактивного сопла. Почти все турбины одновременно являются в какой-то степени и активными, и реактивными, то есть давление рабочего тела на лопатки обеспечивается как его кинетической энергией, так и за счет его расширения, но соотношение активной и реактивной составляющей у разных турбин отличается друг от друга. Принято называть реактивными лишь те турбины, в которых по реактивному принципу в механическую работу переходит не менее 50 % всей преобразованной потенциальной энергии рабочего тела.
Альтернативная конструкция турбины, в которой потенциальная энергия рабочего тела (газа, пара, жидкости) преобразуется в кинетическую (то есть давление рабочего тела уменьшается, а скорость растёт) в неподвижных каналах (соплах), а затем на рабочих лопатках происходит превращение кинетической энергии в механическую работу, называется активной турбиной (англ. action turbine).

## См.также
- Турбина
- Газовая турбина
- Паровая турбина